# Astronesthes lucifer
Astronesthes lucifer är en fiskart som beskrevs av Gilbert, 1905. Astronesthes lucifer ingår i släktet Astronesthes och familjen Stomiidae. Inga underarter finns listade.

## Bildgalleri

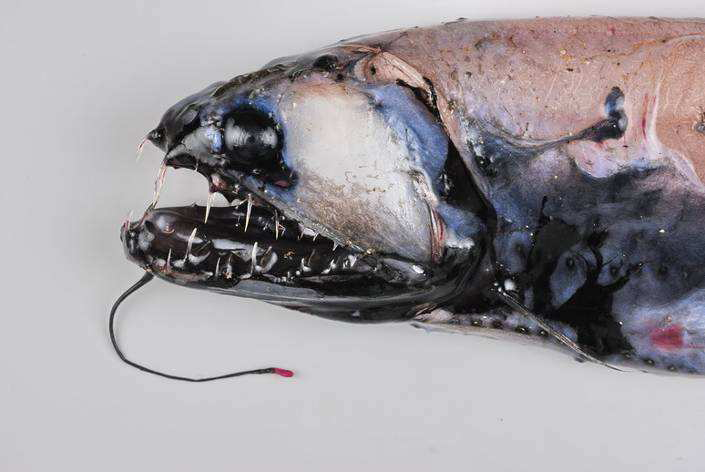
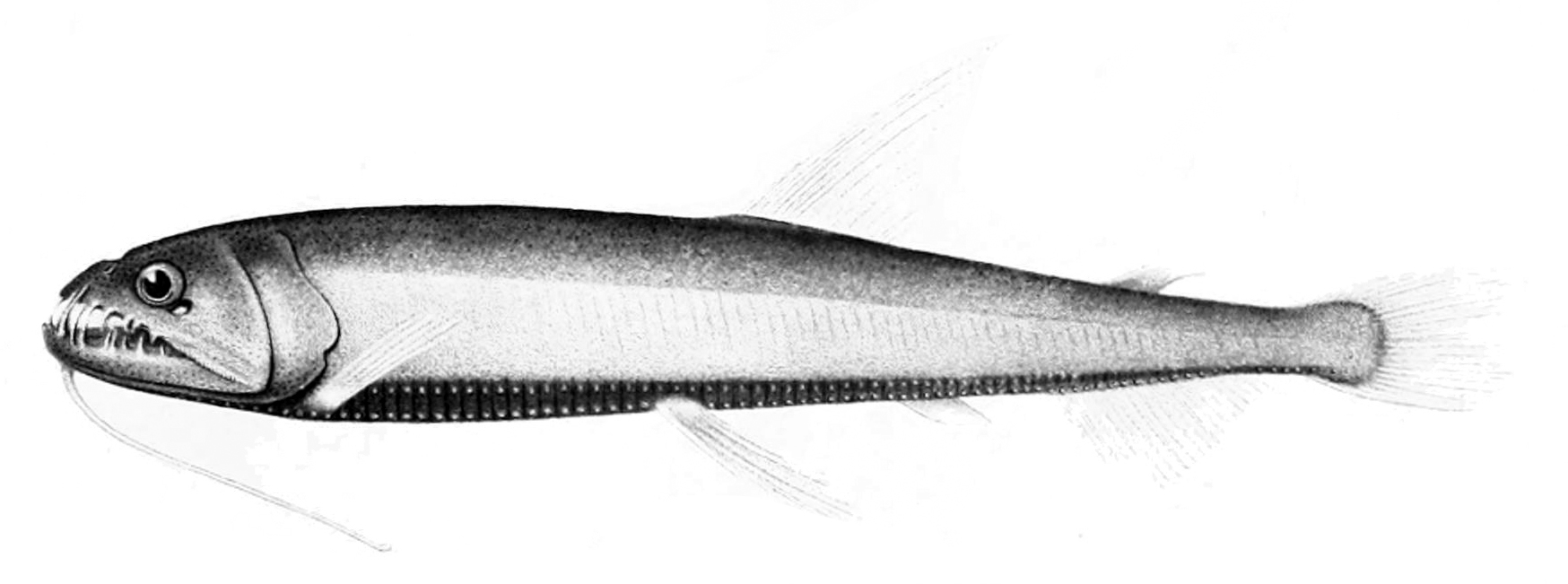